# Julia Titze
Julia Titze (* 1986 in Berlin-Köpenick) ist eine deutsche Schauspielerin.

## Leben
Julia Titze wurde 1986 geboren. Sie absolvierte eine Ausbildung zur Fachangestellten für Bäderbetriebe. Von 2012 bis 2015 besuchte sie die Schauspielschule „Der Kreis“ in Berlin.
Ihren ersten Auftritt absolvierte Titze 2017 in einer Folge der Fernsehserie Ein starkes Team. 2018 erhielt sie ihre erste wiederkehrende Rolle in der Fernsehserie Alles oder Nichts. 2019 hatte sie ihre erste Filmrolle in Deine Farbe. In der Miniserie Die Toten von Marnow hatte Titze 2021 eine wiederkehrende Rolle.

## Filmografie
- 2016: Hot Dog
- 2017: Deine Farbe
- 2017: Ein starkes Team (Fernsehserie, Folge 1x73 Ein starkes Team: Familienbande)
- 2018: You Are Wanted (Fernsehserie, Folge 2x03)
- 2018: Alles oder Nichts (Fernsehserie, 4 Folgen)
- 2018: Familie Dr. Kleist (Fernsehserie, Folge 8x03)
- 2018: Gute Zeiten, schlechte Zeiten
- 2019: Endlich Witwer
- 2019: Deine Farbe
- 2019: Zerbrochen – Ein Fall für Dr. Abel (Fernsehfilm)
- 2019: Totgeschwiegen
- 2019: Betonrauch
- 2020: Blutige Anfänger (Fernsehserie, Folge 1x07)
- 2020: Betonrausch
- 2020: Deutschland 89 (Miniserie, Folge 1x02)
- 2021: Polizeiruf 110 (Fernsehserie, Folge 50x01 Polizeiruf 110: Monstermutter)
- 2021: Der Zürich-Krimi (Miniserie, Folge 1x12 Der Zürich-Krimi: Borchert und die Zeit zu sterben)
- 2021: Die Toten von Marnow (Miniserie, 8 Folgen)
- 2021: Gute Zeiten, schlechte Zeiten (Fernsehserie, Folge 1x7298)
- 2021: Die Diplomatin (Fernsehserie, Folge 1x06 Die Diplomatin – Mord in St. Petersburg)
- 2021: Der Palast
- 2022: Rabiye Kurnaz gegen George W. Bush
- 2022: Kleo (Fernsehserie, 2 Folgen)
- seit 2023: Dr. Nice (Fernsehserie)
- 2025: Verhängnisvolle Leidenschaft Sylt (Fernsehfilm)